# Rond-Sachs
Rond-Sachs (Rond-Sachs-motoren, Bennekom) is een historisch Nederlands motorfietsmerk dat in 1971 begon met de bouw van crossmotoren met 49- en 122 cc Sachs-motoren.